# 5S 核糖体RNA

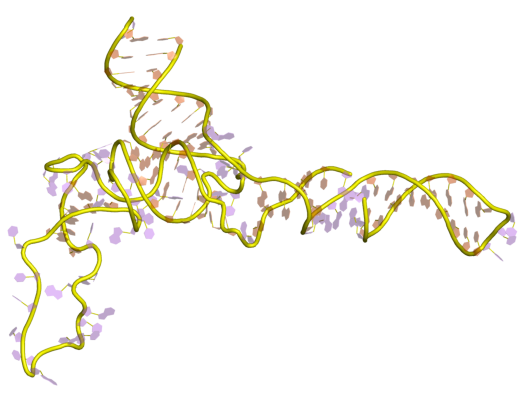
5S rRNA的三维图像。這是大腸桿菌核醣體亞基 5S rRNA 的結構，根基於低溫電子顯微重建。

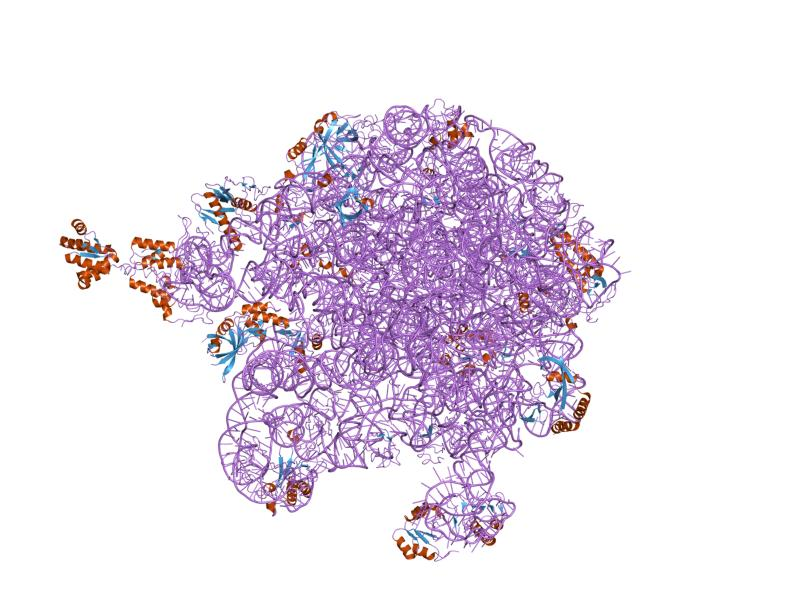
5S rRNA分子的三维图像。

5S 核糖体RNA（5S rRNA）是原核生物及真核生物细胞的核糖体大亚基中共有的一种双链RNA。
- 该rRNA是在原核生物核糖体50S亚基的一部分。
- 该rRNA在真核生物中由RNA聚合酶III合成（其他真核细胞中的rRNA都由45S RNA前体（由RNA聚合酶I合成）裂解而成）。在爪蟾（Xenopus） 的卵母细胞中，人们发现转录因子TFIIIA的9-锌指结构中的第4至第7指能与5S rRNA的核心区域结合[3]。